# Илия Пророк в пустыне (икона из села Выбуты)
Илия Пророк в пустыне с житием и деисусом — икона ветхозаветного пророка Илии, написанная в конце XIII — начале XIV века. Происходит из церкви Илии Пророка села (погоста) Выбуты близ Пскова. Является «самой значительной среди ранних псковских икон» и древнейшей из известных русских житийных икон.
Икона была обнаружена экспедицией Центральных государственных реставрационных мастерских в 1928 году и в 1931 году поступила в собрание Третьяковской галереи.

## Описание
Стиль иконы характеризуется как архаичный, изображение пророка Илии в среднике иконы несёт черты романского искусства, что приближает икону к новгородским памятникам XIII—XIV веков. Сохранность иконы характеризуется как посредственная. Имеются большие утраты живописи фона и нижнего поля, смытости верхнего красочного слоя. Нижние житийные сцены сохранились фрагментарно.

### Средник иконы
В среднике иконы помещена монументальная фигура пророка Илии, одетого в одеяние густого лилового цвета и серебристо-зелёный плащ. Академик В. Н. Лазарев отмечает, что изображение Илии несёт «оттенок патриархального добродушия, которым так любили наделять своих святых псковские художники». Лик святого написан несколько схематично, нет цветовых сопоставлений, подрумянки, белильные мазки плотные, положены только на выступающие части. По мнению Г. С. Колпаковой в результате этого «лик воспринимается как обширная, сияющая, подобно яичному желтку, ровная и почти монохромная поверхность».
Пророк изображён не в традиционной сцене питания вороном в пустыне, а напряжённо вслушивающимся в «веяние тихого ветра» (3Цар. 19:12) в котором ему является Бог. Пустыня, в которой находится пророк, изображена в виде четырёх горок розовато-красных, жемчужно-серых, фиолетовых и оранжево-красных цветов ещё не имеющих традиционной стилизации.

### Клейма
Состав клейм:
верхнее поле
Семифигурный деисус: Спас, Богородица, Иоанн Предтеча, архангелы Михаил и Гавриил, апостолы Пётр и Павел. Для XI—XIII веков характерно минимальное количество фигур в деиусе. Данный семифигурный деисус является одним из древнейших в русском искусстве.
боковые и нижнее поля
Клейма иконы
1. Ангел предсказывает Саваху, отцу Илии, рождение сына
2. Савах говорит о видении первосвященникам
3. Илия запрещает дождь
4. Илия встречает Сарептскую вдовицу
5. Илия в доме вдовицы умножает хлеба
6. Илия воскрешает сына вдовицы
7. Авдий, посланник царя Ахава, встречает Илию
8. Илия обличает царя Ахава
9. Жертвоприношение языческих жрецов
10. Жертвоприношение Илии
11. Илия закалывает жрецов Ваала
12. Пророк Елисей следует за Илией
13. Илия и Елисей переходят Иордан посуху
14. Огненное вознесение Илии

Последние 6 клейм практически полностью утрачены и записаны полуфигурами святых.
Житийные клейма отличают строгие пейзажи, простые архитектурные элементы. В. Н. Лазарев отмечает, что житийный рассказ в клеймах «выдержан в мягких тонах и овеян большой человечностью».